# Irska kava
Irska kava je napitak s toplom kavom, viskijem i šećerom, koji su pomiješani, a na vrhu se doda šlag. Šećer je bitan, kako bi šlag mogao plutati na vrhu, a ne potonuti.
Joe Sheridan iz Foynesa u Irskoj prvi je pripremio irsku kavu 1943. godine. Foynes je bio važna zračna luka za vrijeme Drugoga svjetskog rata za prihvat letećih brodova. Američki putnici iskrcali su se iz letećega broda i zatražili kavu. Da ih ugrije, Joe Sheridan dodao je viski u kavu. Kada su ga Amerikanci pitali, da li je to "brazilska kava", on mi je odgovorio, da je to irska kava.
Stanton Delaplane, novinar lista "San Francisco Chronicle" donio je irsku kavu u SAD, nakon što ju je kušao u Irskoj. Počela se služiti u taverni "Buena Vista" u San Franciscu od 10. studenoga 1952. Jack Koepplin bio je vlasnik tavarne. Od tada je ta konoba poznata po svojoj malo promijenjenoj irskoj kavi. 